# Fenolany

Kseform, przykładowy fenolan (2,4,6-tribromofenolan bizmutu(III))

Fenolany – sole fenoli, posiadające anion ArO-, gdzie Ar- grupa arylowa (aromatyczna).

## Struktura
Anion fenolanu posiada ładunek ujemny umieszczony formalnie na atomie tlenu, w rzeczywistości oddziałuje on z chmurą elektronową pierścienia aromatycznego.

## Zasadowość
Podstawniki pierścienia aromatycznego mają duży wpływ na kwasowe właściwości fenoli, a więc i na zasadowe właściwości sprzężonych z nimi zasad, czyli jonów fenolanowych. Podstawniki elektronoakceptorowe (np. -NO2) zmniejszają gęstość elektronów w pierścieniu, a więc będą stabilizowały ujemny anion fenolanowy poprzez wyciąganie elektronów. Czynią więc z niego słabszą zasadę, stabilizując go, dzięki czemu staje się on mniej podatny na uprotonowanie. Z kolei podstawniki elektronodonorowe- przeciwnie- zwiększają gęstość elektronową pierścienia, wobec czego działają destabilizująco na anion fenolanowy, wskutek czego jest on bardziej podatny na przyłączenie kationu wodoru.

## Otrzymywanie
W przeciwieństwie do zwykłych alkoholanów, otrzymywanych zazwyczaj poprzez reakcję bezwodnego alkoholu z litowcem, fenolany można zazwyczaj otrzymać, działając na wyjściowy fenol silną zasadą taką jak NaOH. Ustali się wówczas równowaga reakcji:
ArOH + NaOH  ⇄  ArONa + H
2O
jonowo:
ArOH + OH−
  ⇄  ArO−
 + H
2O
Z powodu znacznej kwasowości fenolu (jest to kwas silniejszy od wody) będzie ona przesunięta w prawo, czyli fenolan będzie przeważał.